# 65 mm M Mle 1906
Il 65 mm M Mle 1906, nome completo Canon de 65 mm M (montagne) Modèle 1906 Schneider, era un cannone da montagna francese, impiegato durante le due guerre mondiali ed in altri conflitti da diversi paesi del mondo.

## Storia
Il Mle 1906 venne progettato dal colonnello Ducrest come rimpiazzo del 80 mm Mle 1878 de Bange ad affusto rigido, reso obsoleto dallo sviluppo, negli anni novanta dell'Ottocento, del freno di sparo idraulico. Il cannone fu acquistato dall'Armée de terre con un lotto iniziale di 120 cannoni per equipaggiare i reggimenti di artiglieria da montagna degli Chasseurs Alpins. Il cannone fu rimesso nuovamente in produzione nel 1916, con alcune altre centinaia di pezzi ordinati.
Durante la prima guerra mondiale, l'Armée d'Orient francese utilizzò il pezzo contro gli Imperi centrali sul fronte macedone, dove terreno montagnoso e le terribili condizioni del terreno rendevano l'impiego dei cannoni da campagna difficile se non impossibile. Su tutto il fronte balcanico erano in servizio 72 cannoni al momento dell'attacco alleato a Salonicco del 15-29 settembre 1918. L'iniziale successo di questa offensiva alleata portò alla capitolazione della Bulgaria il 9 ottobre, alla liberazione della Serbia in ottobre ed alla resa finale dell'Impero austro-ungarico in novembre. Nelle colonie francesi il pezzo venne usato come cannone d'accompagnamento e, anche se rimpiazzato come pezzo da montagna dallo Schneider 75 mm M Mle 1919, rimase in servizio fino alla seconda guerra mondiale. Dopo la resa della Francia nel 1940, i tedeschi riutilizzarono i cannoni di preda bellica, ridenominati 6,5 cm GebK 221(f).
Dopo la fine della prima guerra mondiale, la Francia vendette o donò questi cannoni a diversi paesi. Il cannone fu fornito alla Serbia per ricostituire il suo esercito, sconfitto nel 1915. Altri pezzi vennero donati alla Grecia dopo la guerra ed alcuni di questi furono utilizzati dalle forze elleniche durante la guerra greco-turca. Allo scoppio della seconda guerra mondiale, 110 pezzi erano ancora in servizio. La Polonia ricevette questi cannoni negli anni venti; 24 esemplari erano ancora in servizio con la 1ª e la 2ª Brigata da montagna al momento dell'invasione tedesca. La Cina acquistò un lotto di Mle 1906 negli anni venti e vennero impiegati dal signore della guerra del Yunnan, Long Yun, che era supportato dalle autorità francesi dell'Indocina.
Israele acquistò 35 cannoni nel 1948. Il primo carico di 5 pezzi andò perso a causa del sequestro della nave da parte degli inglesi, poco prima della fine del Mandato britannico della Palestina. Durante la guerra arabo-israeliana del 1948 il pezzo era conosciuto come Napoleonchik, a sottolineare le origini e l'anzianità dell'arma. L'azione più famosa nella quale vennero usati due pezzi fu il fallito attacco siriano al Kibbutz Degania del 21 maggio 1948. L'arma venne usata come cannone da campagna durante la battaglia di Latrun e l'Operazione Pleshet. Alcuni pezzi vennero montati su pianali di autocarri per realizzare autocannoni improvvisati ed un paio fu imbarcato sulla disarmata corvetta ex-canadese Beauharnois.

## Tecnica
Il cannone era scomponibile in 4 carichi someggiabili. La coda era composta da due sezioni incernierate, separabili per essere più facilmente trasportate. La parte anteriore dell'affusto e la coda erano incernierate a livello degli orecchioni della culla. L'esigenza di contenere il peso mantenendo elevate capacità balistiche portò all'adozione di un sistema di rinculo inusuale. Il cilindro idraulico del freno di sparo era affiancato dai due cilindri del recuperatore a molle. Solo per sparare il primo colpo, la bocca da fuoco veniva completamente arretrata tramite un paranco; veniva caricato il primo colpo; all'apertura del fuoco, le molle del recuperatore lanciavano in avanti la canna, il meccanismo di sparo innescava la granata poco prima della fine della corsa anterograda e così la canna rinculava indietro, venendo bloccata in posizione di apertura. Gran parte delle forze di rinculo venivano assorbite dissipando l'inerzia anterograda. Il freno di sparo era così più leggero in quanto non doveva assorbire tutta l'energia. Il peso in batteria del Mle 1906 era di 400 kg, rispetto ai 529 kg del tedesco Krupp 7,5 cm M08, balisticamente simile. Con una modifica successiva venne applicata una piccola ruota metallica all'estremità posteriore della coda d'affusto per migliorare la movimentazione ed il puntamento del pezzo.